# Enrico Montesano

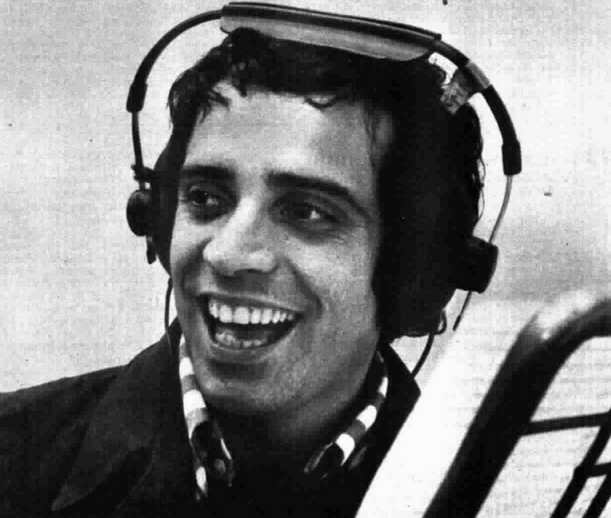
Enrico Montesano (1975).

Enrico Montesano (n. Roma, 7 de junio de 1945) es un actor italiano. Trabajó en teatro y cine. También ha tenido actividad política.
Sus primeras experiencias en la televisión son en los espectáculos Che domenica amici y el Bagaglino (1968). Fue protagonista en muchas obras teatrales (Bravo, Beati voi), comedias musicales (Se il tempo fosse un gambero y Rugantino) y películas, entre ellas Il conte Tacchia, Febbre da cavallo, I due carabinieri, I picari, en las que compartió reparto con actores como Gigi Proietti, Carlo Verdone, Aldo Fabrizi, Renato Pozzetto, Adriano Celentano, Edwige Fenech y Giancarlo Giannini.
Políticamente, fue europarlamentario por Demócratas de Izquierdas desde 1994 hasta su dimisión en 1996. Posteriormente, ha estado asociado al libertarismo y a la abolición de los impuestos.